# Amendement Hyde
Dans la politique américaine, l'amendement Hyde est une disposition législative interdisant l'utilisation de fonds fédéraux pour financer l'avortement, sauf pour sauver la vie de la femme, ou si la grossesse résulte d'un inceste ou d'un viol,. Avant l’entrée en vigueur de l’amendement Hyde en 1980, on estime que 300 000 avortements étaient pratiqués à l’aide de fonds fédéraux chaque année.
L'amendement Hyde original est adopté le 30 septembre 1976 par la Chambre des représentants, avec un vote de 312 à 93 pour annuler le véto d'un projet de loi de financement du département de la Santé, de l'Éducation et de la Protection sociale,,,. Il doit son nom à son principal partisan, le député républicain Henry Hyde de l'Illinois. Cette mesure représente l’une des premières avancées législatives majeures du mouvement anti-avortement aux États-Unis après la décision de la Cour suprême de 1973 dans l’affaire Roe v. Wade.
Par la suite, le Congrès modifie l'amendement Hyde à plusieurs reprises. La version en vigueur de 1981 à 1993 interdit l'utilisation de fonds fédéraux pour des avortements, « sauf lorsque la vie de la mère serait mise en danger si le fœtus était mené à terme ». Le 22 octobre 1993, le président Clinton promulgue la loi de 1994 portant affectation de crédits aux départements du Travail, de la Santé et des Services sociaux, de l'Éducation et aux agences connexes. Cette loi contient une nouvelle version de l'amendement Hyde qui élargit la catégorie d'avortements pour lesquels des fonds fédéraux sont disponibles dans le cadre de Medicaid pour inclure les cas de viol et d'inceste.

## Contexte

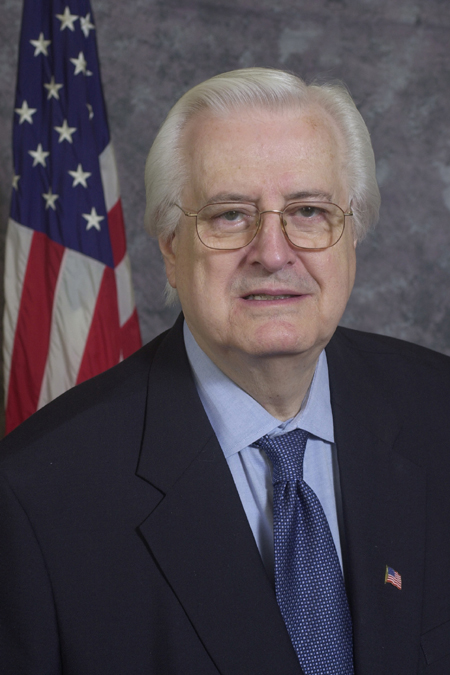
Le député Henry J. Hyde

L'amendement Hyde est introduit par le député républicain de l'Illinois Henry J. Hyde et adopté pour la première fois par le Congrès en 1977, quatre ans après l'arrêt Roe v. Wade. La mise en œuvre de l’amendement initial est bloquée pendant près d’un an par une injonction dans l’affaire McRae c. Matthews . Dans cette affaire, le Reproductive Freedom Project (Projet pour la liberté de reproduction), le Center for Constitutional Rights (Centre pour les droits constitutionnels) et l'organisation Planned Parenthood représentent collectivement une bénéficiaire enceinte de Medicaid et des prestataires de soins de santé qui ont contesté l'amendement Hyde. La Cour suprême des États-Unis annule l'injonction en août 1977, ce qui entraîne une baisse du nombre d'avortements financés par le Medicaid fédéral, qui passe d'environ 300 000 par an à quelques milliers,,. Cependant, certains États américains fournissent leur propre financement public pour l’avortement des femmes éligibles à Medicaid.
D’autres interdictions s'inspirent de l’amendement Hyde, s’étendant à d’autres projets de loi de dépenses annuelles à la fin des années 1970 et au début des années 1980. Cela conduit finalement à l'interdiction des fonds fédéraux dans les régimes d'assurance maladie des travailleurs fédéraux, chez les femmes dans les prisons fédérales, chez les femmes dans l'armée, chez les volontaires du Corps de la paix et dans les programmes internationaux de planification familiale qui utilisent des fonds non américains pour financer la pratique ou la défense de l'avortement.
Chaque année depuis 1976, l'amendement Hyde est réédicté, mais les exceptions varient. Par exemple, l’amendement de 1978 introduit de nouvelles exceptions pour les victimes de viol et les cas d’inceste. En 1980, la Cour suprême confirme la constitutionnalité du texte original de l'amendement Hyde par un vote de cinq à quatre dans l'affaire Harris c. McRae . La majorité a conclu que l'amendement Hyde ne violait pas la clause d'établissement du Premier amendement, ni l'application régulière de la loi et l'égalité de protection prévue par le Quatorzième amendement. Cette affaire a décidé que la seule exception à l'amendement serait dans les cas où la vie de la femme est en danger. Cette décision a été confirmée pour les exercices 1981 à 1993. Dans l’affaire Webster c. Reproductive Health Services of Missouri, la Cour juge que les États pouvaient également adopter des mesures telles que l’amendement Hyde. Le président George H. W. Bush oppose son veto à un projet de loi prévoyant des exceptions supplémentaires. Cette décision laisse à l'amendement une seule exception : la crainte de mettre en danger la vie de la mère. Le texte n’est pas modifié avant l’administration Clinton en 1993. À cette époque, l'amendement Hyde est à nouveau élargi pour inclure des exceptions pour les cas de viol et d'inceste,.
Dans l'affaire Williams c. Zbaraz (1980), la Cour suprême des États-Unis juge que les États peuvent adopter leurs propres versions de l'amendement Hyde. Depuis 1994, la loi fédérale oblige tous les États à payer les avortements impliquant un viol ou un inceste. Le 24 janvier 2017, la Chambre vote pour rendre l’amendement Hyde (HR 7) permanent. Le président de la Chambre des représentants, Paul Ryan (républicain du Wisconsin), déclare : « Nous sommes un Congrès pro-vie », et il réaffirme l'engagement du gouvernement à limiter l'argent des impôts au financement des avortements. Le projet de loi n’est pas adopté.

## Arguments et effets
Les partisans de l'amendment Hyde affirment qu'il est soutenu par 57 % du public américain et opposé par 36 %, en 2016. Les critiques affirment que cet amendement affecte de manière disproportionnée les femmes à faible revenu, les femmes de couleur, les jeunes femmes et les immigrantes, car on estime que 42 % des personnes ayant subi un avortement vivent en dessous du seuil de pauvreté. Depuis l’adoption de l’amendement Hyde, plus d’un million de femmes n’ont pas pu se permettre d’avorter. 18 à 33 pour cent des femmes éligibles à Medicaid qui désirent avorter ont également accouché parce qu'elles vivent dans des États qui ne fournissent pas de financement,.
L'amendement Hyde a pour effet de restreindre la couverture de l'avortement pour les bénéficiaires de soins de santé financés par le gouvernement fédéral, en particulier les femmes inscrites à Medicare et Medicaid, les femmes autochtones, les femmes militaires et vétérans des États-Unis, les femmes du Peace Corps, les familles d'employés fédéraux, les femmes résidentes de Washington DC et les femmes dans les centres de détention pour immigrants et les prisons. L’amendement Hyde n’empêche pas les femmes qui reçoivent des soins de santé par l’intermédiaire du gouvernement américain de payer elles-mêmes la procédure. Selon une enquête nationale de 2014 menée auprès de patientes ayant recours à l'avortement, les femmes des États sans couverture Medicaid pour l'avortement étaient trois fois plus susceptibles de payer leur avortement de leur poche et cinq fois plus susceptibles de dépendre de l'aide financière d'un fonds d'avortement, par rapport aux femmes des États avec couverture Medicaid.

## Actions des États

Les États qui financent les avortements
Financement volontaire
Financement sur décision de justice

Dix-sept États ont pour politique d'utiliser leurs propres fonds Medicaid pour payer les avortements au-delà des exigences de l'amendement Hyde, et on estime que 20 % des avortements sont payés par Medicaid,.
En 2021, seize États utilisaient leurs fonds propres pour payer les avortements par choix et les services similaires, dépassant ainsi les exigences fédérales.
En conséquence, la suppression des fonds fédéraux de Medicaid incite certains États à fournir un financement public pour les services d’avortement à partir de leurs propres caisses. Au fil du temps, le nombre d’États qui le font s’accroit progressivement, soit par voie législative, soit à la suite de décisions judiciaires.
Des dispositions spécifiques sont mises en place par certains gouvernements d’États. Certaines de ces dispositions suppriment les restrictions qui ont été mises en place au niveau fédéral tandis que d’autres sont utilisées pour étendre davantage la portée mise en place par l’amendement Hyde. Par exemple, dans l’Iowa, pour bénéficier d’un avortement dans le cadre du programme Medicaid, l’approbation du gouverneur est nécessaire. Dans l’Iowa, le Mississippi et la Virginie, une disposition est prise en compte dans le cas d’une déficience fœtale.

## Développements ultérieurs

### Stupak Pitts (2010)
L'amendement Stupak-Pitts, une modification à la loi sur les soins de santé abordables pour l'Amérique, est introduit par le représentant démocrate Bart Stupak du Michigan. Il interdit l'utilisation de fonds fédéraux « pour payer tout avortement ou pour couvrir toute partie des coûts de tout plan de santé qui comprend la couverture de l'avortement », sauf dans les cas de viol, d'inceste ou de danger pour la vie de la mère, et est inclus dans le projet de loi adopté par la Chambre des représentants le 7 novembre 2009. Cependant, le projet de loi du Sénat adopté par la Chambre le 21 mars 2010 ne contenait pas cette formulation de l’amendement Hyde. Dans le cadre d'un accord entre le représentant Stupak et le président Obama pour garantir le vote de Stupak, on publie le décret présidentiel 13535 le 24 mars 2010, affirmant que l'amendement Hyde s'étendrait au nouveau projet de loi.

### Hillary Clinton (2016)
La plateforme démocrate de 2016 est la première plateforme d’un grand parti politique à inclure un appel explicite à l’abrogation de l’amendement Hyde.
Hillary Clinton a plaidé en faveur de l’abrogation de l’amendement Hyde tout au long de sa campagne présidentielle de 2016. Elle aurait déclaré : « Tout droit qui vous oblige à prendre des mesures extraordinaires pour y accéder n'est pas un droit du tout », lors d'un rassemblement de campagne dans le New Hampshire. Le candidat démocrate à la vice-présidence Tim Kaine aurait soutenu Hillary Clinton sur cette question, bien qu'il ait été auparavant un partisan de l'amendement Hyde.

### 2018
En 2018, les républicains proposent d’ajouter l’amendement Hyde à l’Affordable Care Act (Loi sur les soins abordables) dans le projet de loi de dépenses de 2018, en échange d’un financement accru pour réduire les primes d’assurance et ajouter une réassurance. Cette proposition est toutefois rejetée par les démocrates. L'ancien président de la Chambre des représentants, Paul Ryan, avait déclaré qu'il ne présenterait pas de mesures visant à réduire les primes de cette loi sans ajouter le texte de l'amendement Hyde.

### Joe Biden (2019-2025)
Au cours de sa campagne présidentielle de 2020, Joe Biden est revenu sur son soutien antérieur à l'amendement Hyde et s'est engagé à œuvrer pour l'annuler s'il était élu. En 2021, il a présenté le budget 2022 qui a complètement omis l’amendement Hyde,. Un projet de loi sur le travail, la santé et les services sociaux dévoilé en 2021 excluait l’amendement.
Cependant, l'amendement a été réinséré dans le budget fédéral adopté en mars 2022, avec 206 démocrates votant pour le projet de loi de dépenses et 15 votant contre,. Comme le rapporte Roll Call, « les démocrates ont voté massivement en faveur de la partie non liée à la défense du projet de loi omnibus ». La présidente des crédits de la Chambre, Rosa DeLauro, démocrate du Connecticut. « a exprimé sa frustration face à la concession de son parti sur Hyde [le maintien de celui-ci dans le projet de loi omnibus finalement adopté ». Elle a déclaré qu'elle était la « première présidente de la commission des crédits depuis 1977 à le supprimer parce que je comprends qu'il s'agit d'une politique offensante et discriminatoire qui a privé d'innombrables femmes des soins de santé reproductive qu'elles méritent depuis plus de 40 ans. »

### Donald Trump (2025-présent)
Le 24 janvier 2025, le président Donald Trump a révoqué deux décrets présidentiels pris par Joe Biden en 2022 , qui demandaient au département de la Santé et des Services sociaux d'identifier des mesures visant à protéger et à élargir l'accès aux soins d'avortement, déclarant que « le Congrès a promulgué chaque année l'amendement Hyde et des lois similaires qui empêchent le financement fédéral de l'avortement électif, reflétant un consensus de longue date selon lequel les contribuables américains ne devraient pas être obligés de payer pour cette pratique. »